# Rudolf Kortenhorst
Rudolf Patrick Kortenhorst (Den Haag, 16 maart 1950) is een Nederlandse kunstschilder.

## Biografie
Kortenhorst studeerde aan de Academy for Graphic Design Dublin, en later ook aan de Koninklijke Academie van Beeldende Kunsten en Vrije Academie in Den Haag.
Als portretschilder maakt hij sinds 1973 portretten in opdracht in olie/acryl op doek, in pastel of sepiakrijt. Hij verwerkt details die bij het onderwerp horen; zo is vaak het geboortejaar van een geportretteerde te lezen op een afgebeeld horloge. Het meeste vrije werk van Kortenhorst bestaat uit stillevens. Daarnaast maakt hij schilderijen van landschappen en andere onderwerpen.
In 2007 maakte de schilder een moderne versie van Rembrandts De anatomische les van Dr. Nicolaes Tulp.
In 2010 produceerde hij onder andere een serie van achttien vrouwsportretten. Ook was hij dat jaar bezig met een schilderij van de boom van Anne Frank. De kunstenaar had twee jaar voordat de boom bezweek er een aantal foto's van gemaakt.
Op 23 maart 2021 werd een portret van zijn hand van het eerste vrouwelijke Eerste Kamerlid Carry Pothuis-Smit onthuld in de Eerste Kamer door voorzitter Jan Anthonie Bruijn.

## Lijst van portretten

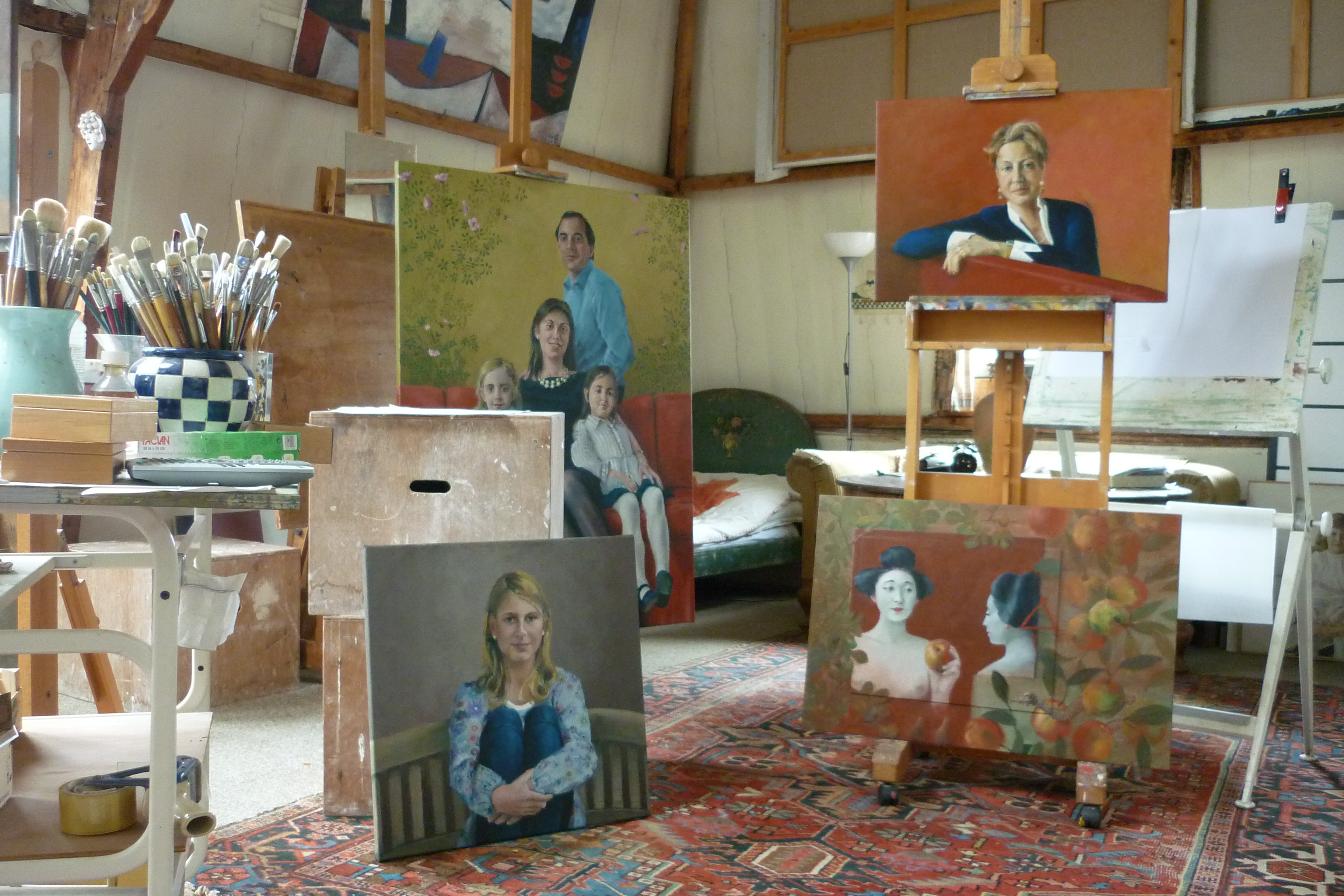
Atelier van Kortenhorst

Op de website van de Rijksdienst voor het Cultureel Erfgoed worden een aantal portretten van Kortenhorst getoond:
- 1988: Portret van Clara Feyoena van Sytzama
- 2001: Portret van Thom Dieben
- 2001: Portret van Peter Jansen
- 2001: Portret van Frederik Korthals Altes
- 2001: Zelfportret
- 2002: Portret van Dolf Arends
- 2002: Portret van Titia Hennemann
- 2003: Portret van Frederique Sevenster
- 2003: Portret van Catharine Kremer
- 2004: Portret van Foppe Jan Eshuis (1978- )
- 2018: Portret van Julien Puylaert[3]

## Varia
De familie Kortenhorst stamt uit Heeten, waar nog steeds een voorouderlijke boerderij aan de Schoonheetenseweg staat. De oudste vermelding van de familie Kortenhorst is gevonden in de stadsarchieven van Deventer, zij dateren uit ongeveer 1300. De familie splitste zich in de 16de eeuw in een Hollandse en een Sallandse tak. Rudolf Kortenhorst is van de Hollandse tak, zijn grootvader was Leonardus Gerardus Kortenhorst.